# Шапіро Анатолій Ізраїлевич
Шапі́ро Анато́лій Ізра́їлевич — (1938–2001, м. Київ) — знаменитий київський вчитель фізики, багаторічний голова Асоціації учителів фізики України, член редакційної колегії журналу «Квант», заступник редактора газети «Фізика», натхненник всеукраїнської природничої олімпіади «Стежкою Едісона», автор науково-популярних книг і статей з природничої освіти для різних вікових категорій.

## Професійна діяльність
Вибух наприкінці 80-х демократичності у ЗМІ, ще не залитих по вінця жовтою фарбою, створив умови для вияву гідності найдуховнішій, найінтелектуальнішій частині нашого вчительства. «Учительская газета» оголосила проведення професійного конкурсу вчителів усього Радянського Союзу — «Панораму творчих уроків», у якому міг узяти участь будь-який учитель, надіславши заявку в газету, не погоджуючи її ані з директором своєї школи, ані з жодним органом освіти. На той час це було нечуваним ступенем свободи для вчителів. Анатолія Ізраїлевича, вчителя фізики київської школи № 15, запросили на конкурс, він показав свій урок фізики — і став відомим на всю країну. Потому дирекція природничо-математичного ліцею № 145 м. Києва запросила вчителя Шапіро провести майстер-клас для педагогів. На цей майстер-клас пробралися деякі вчителі з інших шкіл, зокрема згуртовані в клубі творчої педагогіки «Співробітництво», який розпочав свою діяльність у Будинку вчителя.
Згодом Анатолій Ізраїлевич з деяким болем говорив про те, що він уже багато років працював так, як на «Панорамі творчих уроків», але цього ніхто не помічав, натомість його постійно сварили за якісь невчасно здані звіти. Після цих подій Анатолій Ізраїлевич став знаменитим учителем. У нього брали інтерв'ю, про нього писали газети.
Щоліта працював у Літній школі Чернігівського обласного педагогічного ліцею для обдарованої сільської молоді, де занурювався з учнями у світ живопису, викладав авторський курс «Живопис очима фізика».
До останнього дня свого життя працював учителем фізики у київському природничо-математичному ліцеї № 145. Крім того, мав уроки в
Русанівському ліцеї, у ліцеї «Гранд», викладав авторський курс «Наукові забави». Саме нова і незвична для фізика робота з маленькими дітьми привела його до ідеї написання книжки.
Ця ідея його дуже захопила.
Велику підтримку в реалізації написання книжки Анатолію Ізраїлевичу надав російський журналіст Андрій Русаков, який був на той час кореспондентом газети «Первое сентября» і активно співпрацював із Всеукраїнським педагогічним видавництвом «Шкільний світ». Видавництво започаткувало нову газету «Фізика» і запросило вчителя Шапіро на посаду її головного редактора. Анатолій Ізраїлевич переймався не так методичними проблемами викладання фізики, як морально-психологічним станом учителів, необхідністю духовної підтримки вчителя, спонукання його до творчих пошуків.
Андрій Русаков після смерті А. І. Шапіро видав чудову серію книжок А. Шапіро «Секреты знакомых предметов. Опыты и эксперименты для детей». До цієї серії входить 11 книжок: «Свеча», «Лужа», «Гвоздик», «Труба», «Зеркало», «Бумага», «Нитка, веревка, канат» та ін.
Крім усього вищезгаданого, Анатолій Ізраїлевич знаходив час для роботи з учителями як голова Асоціації вчителів фізики, був членом редколегії одного з найінтелектуальніших журналів Радянського Союзу — «Квант», мріяв про касетний підручник.
Він був упевнений у тому, що фізика має бути не просто шкільним предметом, а способом пізнання дійсності, захопливою мандрівкою у таємничий світ.